# Véronique (opérette)
Pour les articles homonymes, voir Véronique.
Airs
- Duo « de-ci, de-là, cahin-caha »
- Duo de l'escarpolette

Véronique est une opérette de 1898 en trois actes d'André Messager sur un livret de Albert Vanloo et Georges Duval. Elle est la plus populaire des œuvres de Messager et fut donnée de nombreuses fois en France dans les cinquante années qui suivirent la première qui eut lieu au Théâtre des Bouffes Parisiens, à Paris, le 10 décembre 1898.

## Argument
L'action se passe en 1840 à Paris et à Romainville, sous la Monarchie de Juillet.

### Acte I
Dans la boutique de fleurs de Monsieur et Madame Coquenard
Les affaires vont leur cours dans la boutique de fleurs de Monsieur et Madame Coquenard, Monsieur Coquenard attend avec impatience sa nomination au grade de capitaine de la Garde nationale. Survient Mademoiselle Hélène de Solanges, accompagnée de sa tante Ermerance de Champ d'Azur et de leur laquais Séraphin. Celui-ci proteste contre l'obligation qui lui est faite de les accompagner acheter des fleurs alors qu'il doit se marier le jour même. Hélène quant à elle s'étonne de ce que son fiancé, le vicomte Florestan de Valaincourt, auquel elle doit être officiellement introduite le soir au bal des Tuileries, n'ait encore jamais cherché à la rencontrer. Aussi, à l'annonce l'arrivée imminente de celui-ci, Hélène et sa tante se cachent afin de pouvoir observer l'individu et le juger sans être vues. Le vicomte n'est pas seul, mais se trouve sous la garde de Monsieur Loustot, on apprend alors qu'il est en effet criblé de dettes et que le Roi l'a contraint au mariage pour éviter la prison, le plaçant sous surveillance afin qu'il ne s'échappât pas. La déception d'Hélène est grande, d'autant que le vicomte se lance dans des couplets légers et semble au mieux avec les jeunes fleuristes ; mais plus grave encore, elle assiste à la discussion animée entre Florestan et Agathe Coquenard, qui s'avère être sa maîtresse, et qui lui reproche ce mariage. Hélène est alors bien décidée à se venger, elle se travestit ainsi que sa tante en fleuriste afin de se faire engager par les Coquenard, séduire le vicomte et le confondre le soir-même au bal. Entre-temps, Monsieur Coquenard reçoit sa nomination de capitaine et le vicomte de Valaincourt invite toute la boutique à fêter son « dernier jour de liberté » à Romainville ; Hélène et Ermerance déguisées se présentent à la boutique, sous les noms de Véronique et Estelle, pour se faire embaucher, elles sont retenues et tous les personnages partent ensemble pour Romainville.

### Acte II
Au restaurant « Le Tourne-Bride » à Romainville
Une joyeuse assemblée est déjà là, qui fête les noces de Séraphin et de Denise. Arrivent alors Agathe, Loustot, les fleuristes et les habitués de la boutique, bientôt rejoints par Florestan, Monsieur Coquenard, Véronique et Estelle, qui ont eux voulu faire la route à dos d'âne ; ils se joignent à la noce pour la danse, durant laquelle Séraphin reconnaît ses deux maîtresses sous leurs costumes de fleuristes. Florestan s'arrange pour demeurer seul avec Véronique et lui avoue sa flamme, ce dont elle rit. Afin de forcer tout le monde à demeurer à Romainville pour prolonger le plaisir, Florestan fait renvoyer toutes les voitures, au grand désespoir d'Estelle et Véronique, qui ne savent comment se rendre à temps à la présentation. Elles ont alors l'idée de se faire passer pour la mariée et sa tante afin de profiter de leur voiture. Après leur départ, l'arrivée de la vraie mariée porteuse d'une lettre d'adieu de Véronique pour Florestan met fin à la supercherie. Le vicomte, fou de rage, déclare préférer être conduit en prison plutôt que d'aller à ce bal rencontrer Hélène de Solanges dont il ne veut pas, quand toutes ses pensées sont pour Véronique ; Monsieur Loustot ordonne alors son arrestation.

### Acte III
Au palais des Tuileries
Hélène fait admirer à sa tante la beauté de sa toilette, désireuse qu'elle est d'éblouir Florestan ; Ermerance quant à elle songe surtout à l'émoi que lui a procuré la cour de Coquenard à Romainville. Monsieur et Madame Coquenard arrivent alors avec les invités, conviés grâce à la nomination de capitaine ; quand ils rencontrent Hélène et Ermerance, leur surprise est grande de les voir en habits de cour. Ils sont alors mis au courant de l'affaire ; ils apprennent en retour aux deux femmes que Florestan a été conduit en prison ; Hélène est effondrée. Monsieur Loustot fait par la suite son entrée et annonce qu'après réflexion il a préféré conduire le vicomte au palais, faute de quoi il n'y aurait plus aucune chance qu'il puisse être à la présentation. Hélène rachète alors les dettes de son fiancé. Florestan, furieux après Hélène, rencontre Agathe qui le met au courant de la véritable identité de Véronique et se moque de son ancien amant. Aussi Florestan n'est-il pas véritablement surpris lorsqu'arrive Hélène, il feint d'être furieux de la farce dont il a été l'objet et annonce son départ définitif. Il revient néanmoins quelques instants plus tard pour signer le contrat de mariage et déclare avoir voulu à son tour jouer un tour à sa fiancée.

## Rôles
| Rôle                                                                                          | Voix          | Créateur du rôle, 10 décembre 1898 (Direction: André Messager) |
| --------------------------------------------------------------------------------------------- | ------------- | -------------------------------------------------------------- |
| Evariste Coquenard, Fleuriste et capitaine de la garde nationale                              | baryton       | Paul Regnard                                                   |
| Agathe Coquenard, son épouse                                                                  | soprane       | Anna Tariol-Baugé                                              |
| Florestan, Vicomte de Valaincourt                                                             | baryton       | Jean Périer                                                    |
| Hélène de Solanges/Véronique, demoiselle d'honneur de la reine Marie-Amélie                   | soprane       | Mariette Sully                                                 |
| Ermerance, Comtesse de Champ d'Azur/Estelle, sa tante                                         | mezzo-soprano | Léonie Laporte                                                 |
| Tante Benoît                                                                                  | mezzo-soprano | Bonval                                                         |
| Denise, sa nièce, fiancée de Séraphin                                                         | soprane       | Madeleine Mathyeu                                              |
| Monsieur Loustot, baron des Merlettes                                                         | ténor         | Maurice Lamy                                                   |
| Séraphin, laquais d'Hélène et Ermerance                                                       | ténor         | Louis Brunais                                                  |
| Octave, ami de Florestan                                                                      |               |                                                                |
| Felicien, ami de Florestan                                                                    |               |                                                                |
| Céleste                                                                                       | soprane       | Maud d’Orby                                                    |
| Sophie                                                                                        | soprane       | Landoza                                                        |
| Héloise                                                                                       | soprane       | Lérys                                                          |
| Irma                                                                                          | soprane       | Raymonde                                                       |
| Elisa                                                                                         | soprane       | Raimond                                                        |
| Zoe                                                                                           | soprane       | Fritigny                                                       |
| Contingent de la garde nationale, fleuristes, invités de la noce, invités aux bal, et autres. |               |                                                                |

## Numéros
Acte I
- Ouverture
- Chœur « Quelle fraîcheur délicieuse » et couplets d'Agathe
- Trio : (Hélène, Ermerance, Séraphin) « Ah! la charmante promenade »
- « Bonjour, Monsieur Séraphin » (Séraphin, chœurs)
- Air (Florestan) « Vrai Dieu! mes bons amis »
- Couplets (Loustot) « Quand j'étais Baron de Merlettes »
- Quatuor « Alors tout est fini » (Hélène, Ermerance, Florestan, Agathe)
- « Petite dinde! Ah quel outrage » (Hélène)
- « Mes voitures sont à la porte »
- « Allure martiale, Energique maintien » (Florestan)
- « Pardon, je suis indiscrète… Depuis c’matin, cherchant d’l’ouvrage » (Véronique, chœurs)
- Ensemble, « C'est Estelle et Véronique » (Hélène) et Final I

Acte II
- Chœur - Ronde du Tourne Bride (Agathe)
- Duetto de l'âne (Florestan et Véronique)
- Duo de l'escarpolette (Florestan et Véronique)
- Ronde « Lisette avait peur du loup » (Agathe)
- Couplets ‘Une grisette mignonne’ (Florestan)
- Chœur
- La lettre « Adieu je pars » (Florestan), et Final II « Puisque l'ingrate Véronique »

Acte III
- Chœur « Chut, chut, faisons silence », et Romance « D’un magasin la simple demoiselle » (Ermerance)
- Couplets « Voyons ma tante » (Hélène)
- Chœur et duo (Agathe, Coquenard) « Aux Tuileries »
- Quatuor « Oh! Ciel » (Hélène, Agathe, Ermerance, Coquenard)
- Couplets « Ma foi, pour venir de province » (Agathe)
- Duetto « Eh bien! par ordre, procédons » (Hélène et Florestan)
- Final III

## Quelques airs connus
On trouve dans cette opérette plusieurs refrains connus, tels que le duo de l’escarpolette (« Poussez, poussez, l'escarpolette… ») ou le duo de l’âne (« De-ci de-là, cahin-caha, va chemine va trottine va petit âne va de de-ci de-là... »).
Gabriel Bacquier et Caroline Dumas figurent parmi les plus célèbres interprètes de ce fameux duo.

## Décors

Décors du Théâtre du Capitole de Toulouse en 1968
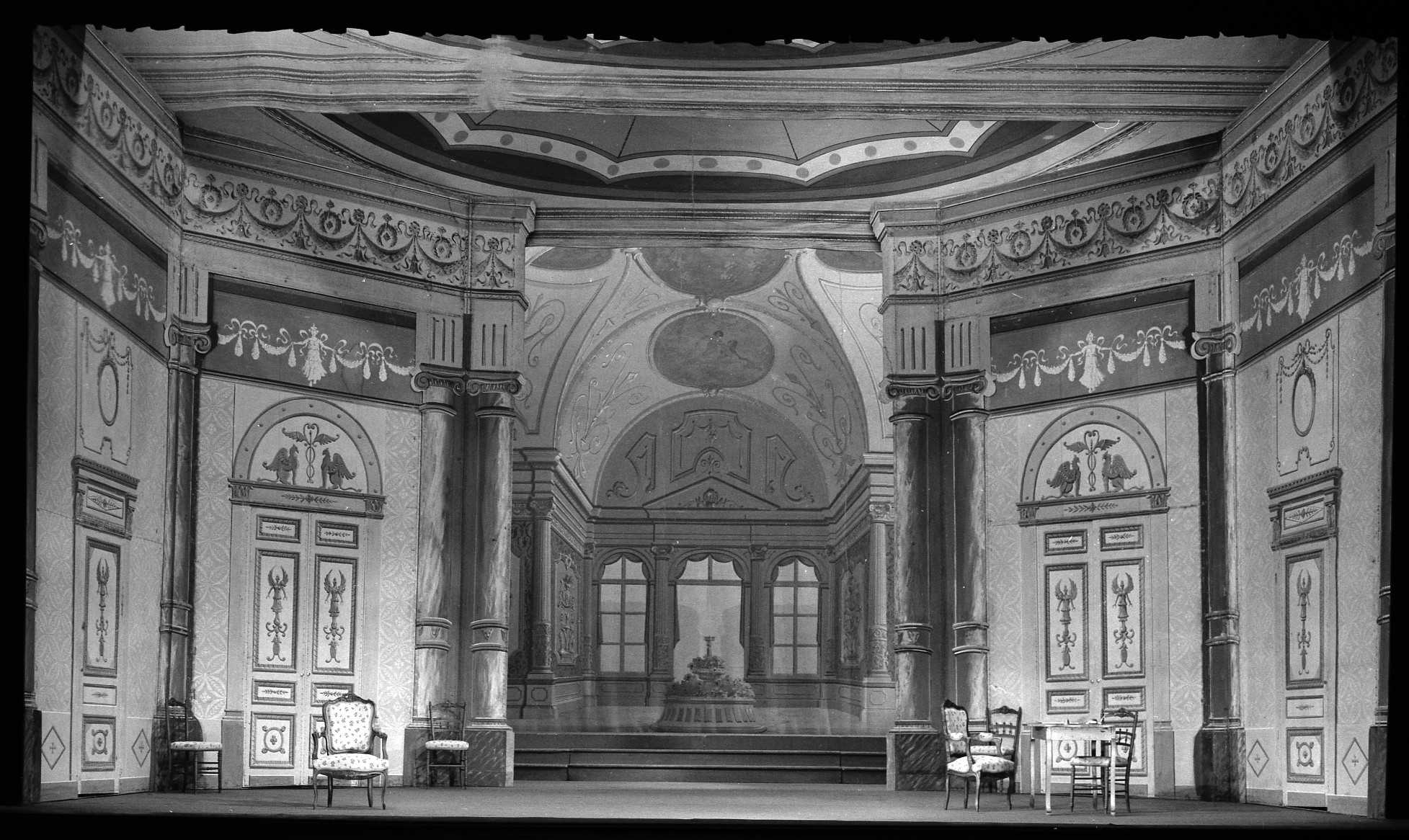
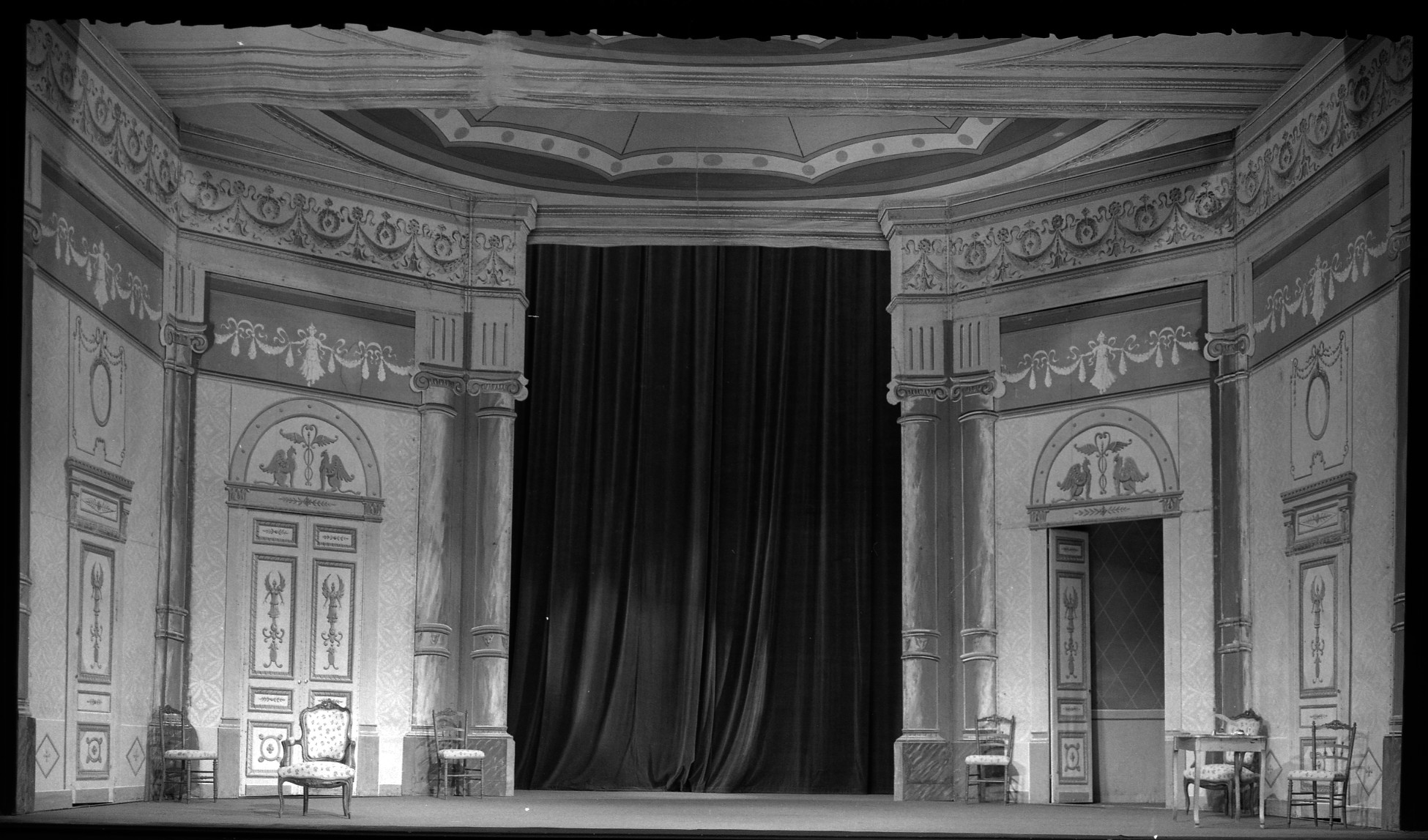
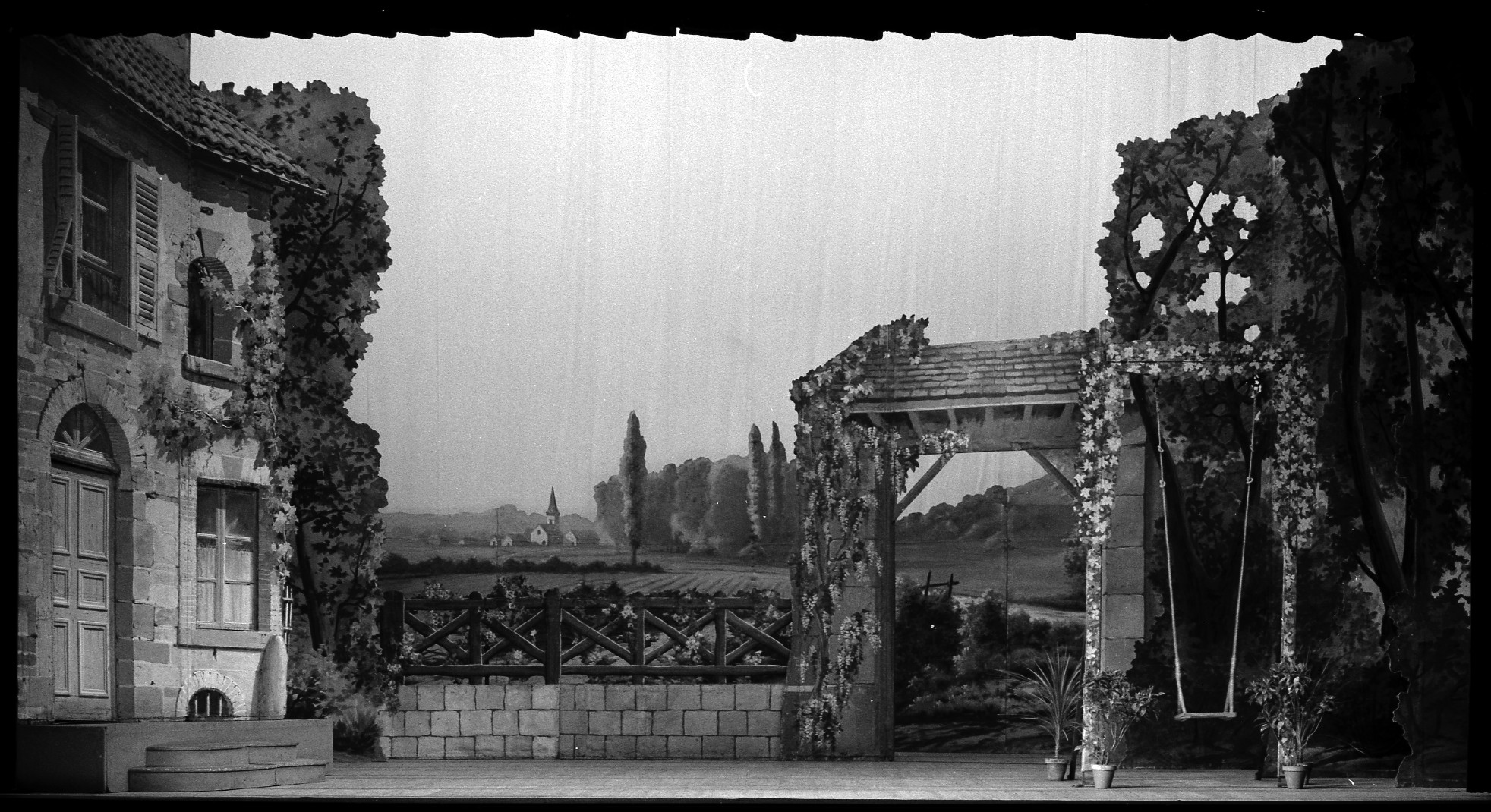
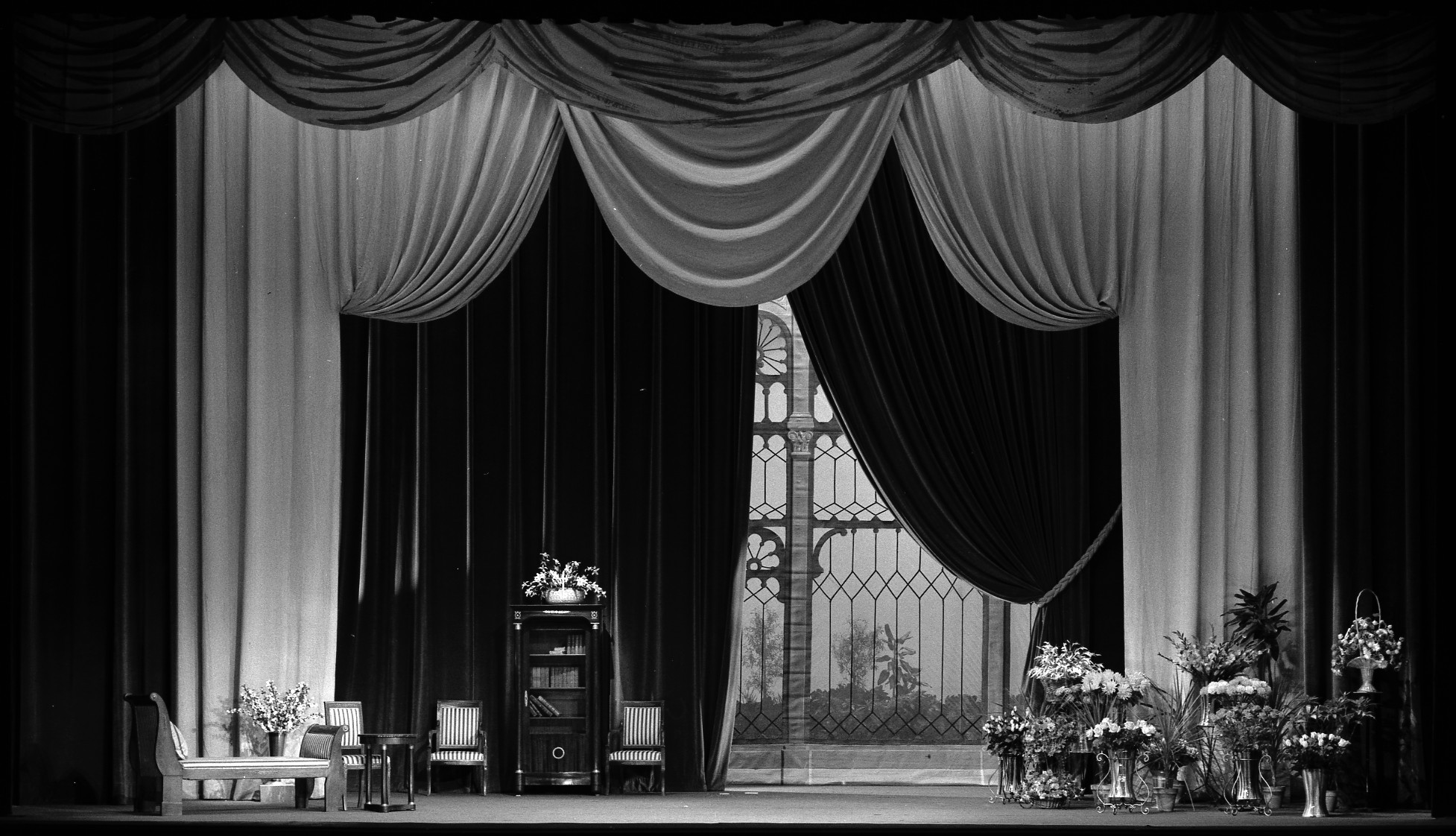

## Discographie
- Mady Mesplé, Michel Dens, Concerts Lamoureux dirigés par Jean-Claude Hartemann. 2 CD EMI 1969